# Art Garfunkel
Arthur Ira Garfunkel, conegut com a Art Garfunkel (nascut el 5 de novembre de 1941), és un cantautor i actor americà, famós per formar part del duo de folk Simon and Garfunkel.

## Vida i obra

### Primers anys
Arthur Garfunkel va néixer a Forest Hills, un barri de Queens (Nova York). És d'ascendència jueva de Romania.
Va conèixer en Paul Simon al sisè any de la secundària. Entre el 1956 i el 1962 tocaven junts amb el sobrenom de Tom & Jerry; Garfunkel es feia dir Tom Graph.
Va anar a la Universitat de Colúmbia als primers anys seixanta, on va tocar amb els Kingsmen, un grup a cappella on tots eren homes. Durant la seva estada a la universitat, també va ser membre de la Alpha Epsilon Pi, l'única fraternitat jueva als Estats Units i el Canadà. El 1962 es va llicenciar en Història de l'Art.

### Etapa Simon & Garfunkel
El 1963 va tornar a fer el duo amb Paul Simon, aquest cop ja sota els seus noms reals, Simon i Garfunkel. L'octubre de 1964 publiquen Wednesday Morning, 3:00, el seu primer àlbum gràcies a Columbia Records. L'àlbum no va tenir bona acollida, i el duo es va separar.
L'any següent van afegir sons electrònics a la cançó The Sound of Silence, perquè a l'original només hi havia la guitarra i la veu del cantant. Es van tornar a ajuntar, i els anys successius van gravar cinc discos més, amb el qual van ser reconeguts com un dels grups més populars dels anys seixanta.
El duo va publicar el 1970 l'àlbum més elogiat de la seva carrera, Bridge Over Troubled Water, però, es van tornar a separar a causa dels interessos diferents de tots dos i les ganes de començar a fer carrera en solitari.

### Etapa en solitari
Els anys setanta, Garfunkel va publicar alguns àlbums com a solista. Malgrat que no va tenir el mateix èxit que havia assolit amb el duo, va tenir alguns èxits com I Only Have Eyes For You i Bright Eyes (tots dos núm. 1 a les llistes britàniques) o All I Know, que va arribar al novè lloc als Estats Units.
Garfunkel va ser actor a pel·lícules de gran èxit com Trampa 22 i Coneixement carnal. També va fer el paper protagonista de la pel·lícula Contratemps (1979), un thriller policial on és un psicoanalista i professor universitari americà a Viena, amb l'acompanyament de Theresa Russell, Harvey Keitel i Denholm Elliott. Va dirigir el film Nicolas Roeg.
Després del fracàs del seu disc Scissors Cut (1981, amb algunes cançons de Jimmy Webb), Garfunkel es va reunir amb Paul Simon per al prestigiós concert al Central Park (de Nova York).
Llavors va tornar a la docència, fent classes de matemàtiques a universitats de l'àrea novaiorquesa (Pace University) i a New Jersey (NJCU), feina que li va permetre de mantenir-se mentre feia projectes amb Paul Simon.
Després d'allò, van començar a fer un nou àlbum, però Garfunkel el va deixar perquè que no estava d'acord amb les lletres de Simon. Garfunkel va deixar la música durant alguns anys, però el 1988 va tornar a gravar un àlbum, Lefty. Cap dels seus àlbums com a solista no va tindre grans èxits, per això que no va tornar a publicar-ne cap fins al 1993, amb Up 'til Now. Potser l'èxit més gran va ser Across America, un enregistrament en directe de 1996 a Ellis Island. Hi actuaven com a convidats artistes com James Taylor, i també va destacar la presència de Kim i James (la dona i el fill de Garfunkel).
El 2003 va publicar l'àlbum Everything Waits to Be Notice, amb el que va estrenar com a compositor, al costat dels compositors Maia Sharp, i Buddy Mondlock. El mateix any va fer una gira amb en Paul pels Estats Units, i el 2004, una altra arreu del món. El 2006 va fer una gira que va acabar amb un gran concert a Hong Kong. El 30 de gener del 2007 va publicar l'àlbum, Some Enchanted Evening, i va fer una altra gira, que va acabar el novembre del 2007.
El 23 de maig del 2007 es va lliurar el premi al seu company i amic, Paul Simon, per la seva gran contribució a la música. Hi va participar Art Garfunkel cantant amb en Paul Bridge Over Troubled Water i Cecilia, dos temes clàssics.
El 2010 se li va diagnosticar una paràlisi vocal que el manté allunyat dels escenaris des de llavors.

## Discografia
- Angel Clare (1973)
- Breakaway (1975)
- Watermark (1977)
- Fate for Breakfast (1979)
- Scissors Cut (1981)
- The Art Garfunkel álbum (1984)
- The Animals Christmas Album (1986)
- Lefty (1988)
- Garfunkel (1989) (collection)
- Up 'til Now (1993)
- Across America (live) (1997)
- Songs from a Parent to a Child (1997)
- Everything Waits to Be Noticed (2002)
- Some Enchanted Evening (2007)

## Carrera cinematogràfica
- Trampa-22 (1970)
- Coneixement carnal (1971)
- Bad Timing (1980)
- Good to Go (1986)
- La meva obsessió per Helena (Boxing Helena) (1993)
- 54 (1998)